# Gérard Kango Ouédraogo
Gérard Kango Ouédraogo (Ouahigouya, 19 settembre 1925 – 1º luglio 2014) è stato un politico burkinabé.
È stato Primo ministro dell'Alto Volta (attuale Burkina Faso) dal febbraio 1971 al febbraio 1974.
Dal 1978 al 1980 è stato Presidente dell'Assemblea nazionale burkinabè.
Dal 1956 al 1959 è stato membro dell'Assemblea nazionale francese.